# هاري غريغوري
هاري غريغوري (بالإنجليزية: Harry Gregory)‏ (24 أكتوبر 1943 في المملكة المتحدة - 6 يونيو 2016) هو لاعب كرة قدم بريطاني في مركز الوسط.

## وصلات خارجية
- هاري غريغوري على موقع قاعدة بيانات كرة القدم.إي يو (الإنجليزية)